# Basketball Stars Weert
Il Basketball Stars Weert meglio conosciuto come BSW è stata una società cestistica olandese di Weert. Disputava i propri incontri casalinghi presso lo Sporthal Boshoven. Nella stagione 1993-1994 vinse il FEB Eredivisie, massima serie del campionato olandese.

## Palmarès
- Campionato olandese: 1

1993-94